# 馬自達EZ-6
馬自達EZ-6（日语：マツダ·EZ-6）為日本馬自達汽車於2024年推出的五門中型揭背轎車，歐規版稱作馬自達6e，乃以中國長安汽車旗下深藍汽車開發的電動車「深藍L07（2022年至2024年舊稱深藍SL03）」電動系統為基礎，加上馬自達全新外觀設計而成。

## 概要
2024年首度於北京車展公開，產品概念為「Neo-Proud Coupe新優雅主義轎跑」，導入「Authentic x Modern」之設計主題，車頭仍維持「魂動」的家族設計風格。該車款基於長安EPA混合平台，並同時提供純電和增程動力二種選項。2025年元月在比利時開幕的布魯塞爾車展上，原廠公開歐規版「馬自達6e」。

## 歷史
2024年 - 原廠於4月25日開幕的北京車展首度公開該車款，純電版為封閉式水箱罩，增程版則為開放式，但內網都採用大小不一的菱形點陣設計。「魂動」家族特徵與日行燈連成一氣的水箱護罩飾框與廠徽標誌也會跟著發光，車尾使用橫貫式LED燈組與英文字母排列的車廠名稱設計。該車款擁有馬自達有史以來的電動啓閉尾翼，高速行駛時自動打開為車輛提供下壓力，且繼馬自達Sentia以來使用無邊框車窗。內裝方面14.6吋車載螢幕整合視聽娛樂與車輛設定功能，支援語音、手勢等多種控制方式，駕駛者前方則是10.2吋數位儀表板及附導航功能的HUD抬頭顯示器，再搭配全景天窗與SONY訂製環繞聲音響系統。車輛採用高畫質攝影機和高性能雷達，提供「駕駛輔助」、「危險感知」和「危險迴避」等三種方案，覆蓋100種以上智慧駕駛場景，五大智慧停車功能可辨識150種以上的停車場景。
同年10月3日正式宣布接單上市，按配備多寡分成三款純電車型、四款PHEV插電式混合動力車型。前者搭載單一交流非同步永磁馬達，其最大功率190kW，配合56.1kWh/68.8kWh磷酸鐵鋰鋰離子電池的續航里程為480/600公里（中國CLTC標準）。後者配置增程器發電用的1.5L直列四缸DOHC JL473QJ型引擎，最大功率70kW，馬達功率160kW，純電續航里程為130/200公里（中國CLTC標準）。
2025年 - 原廠於1月開幕的布魯塞爾車展上公開歐規版「馬自達6e」，預計第二季投入歐洲市場發售。電池分成兩種：標配為68.8kWh鋰離子電池，最大馬力258ps，續航里程為479公里（WLTP規範），0-100km/h加速需時8秒，最高車速175km/h。長程版則是搭載80kWh電池，可輸出245ps之馬力，以及更優越的552公里（WLTP規範）續航表現。

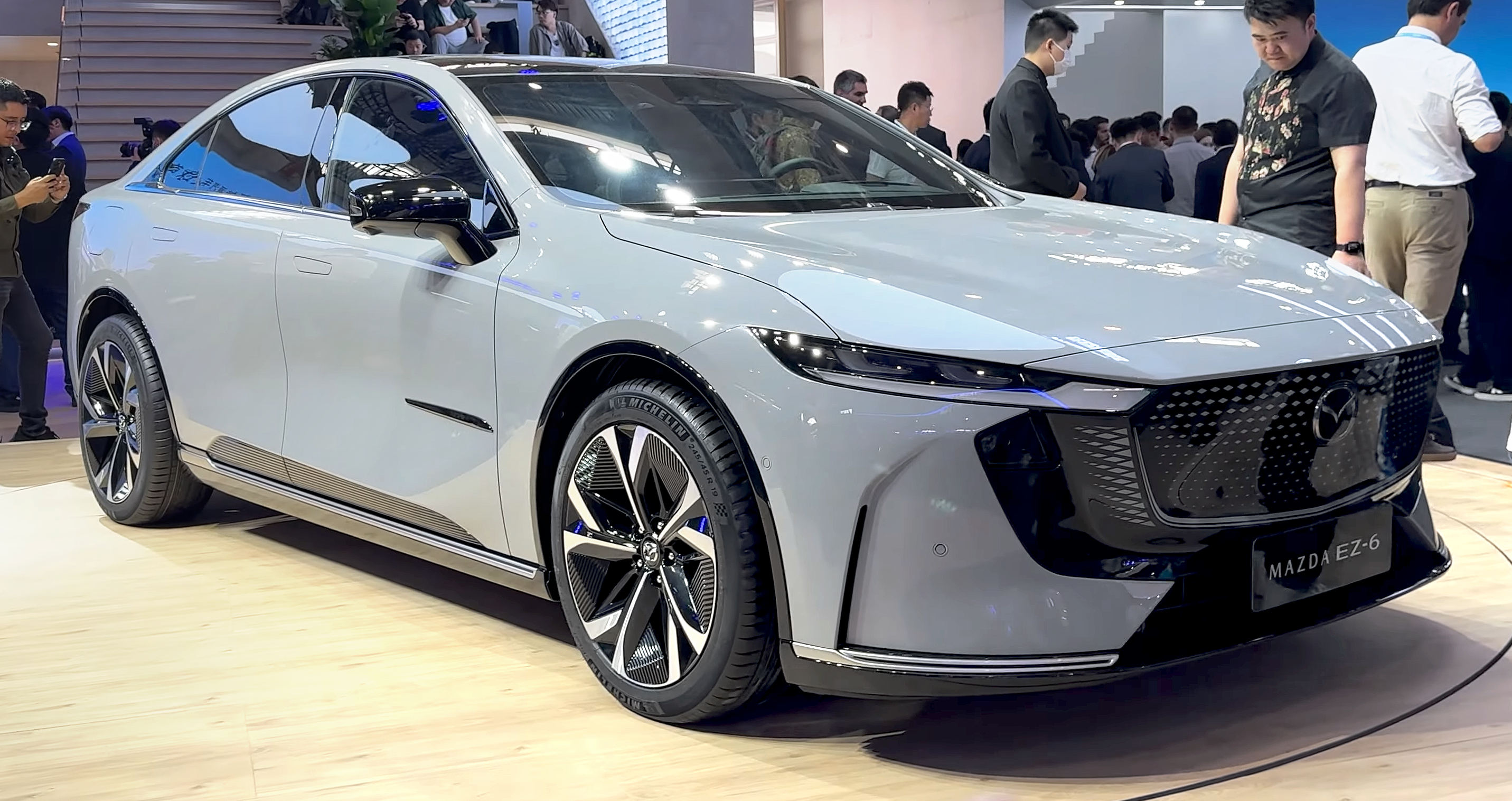
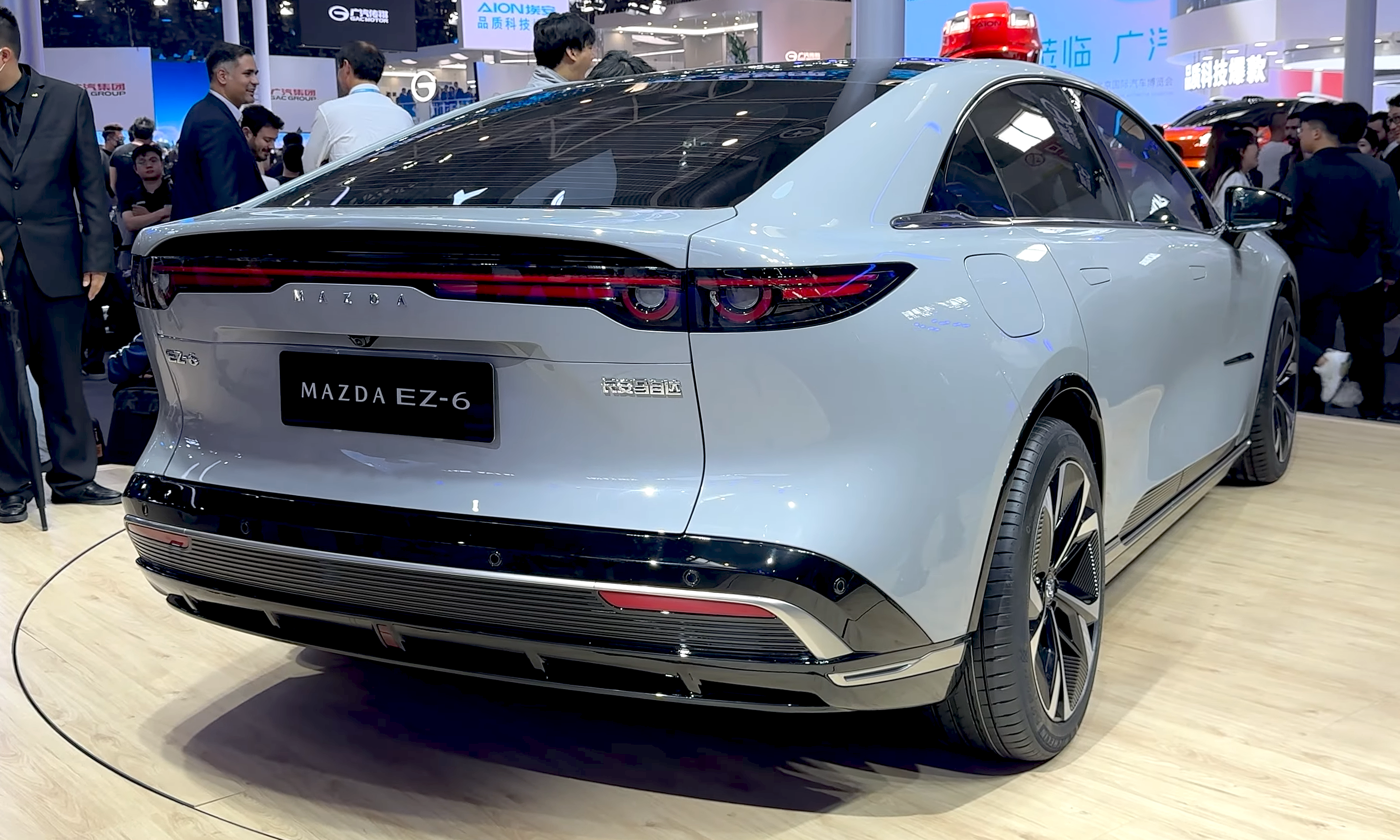
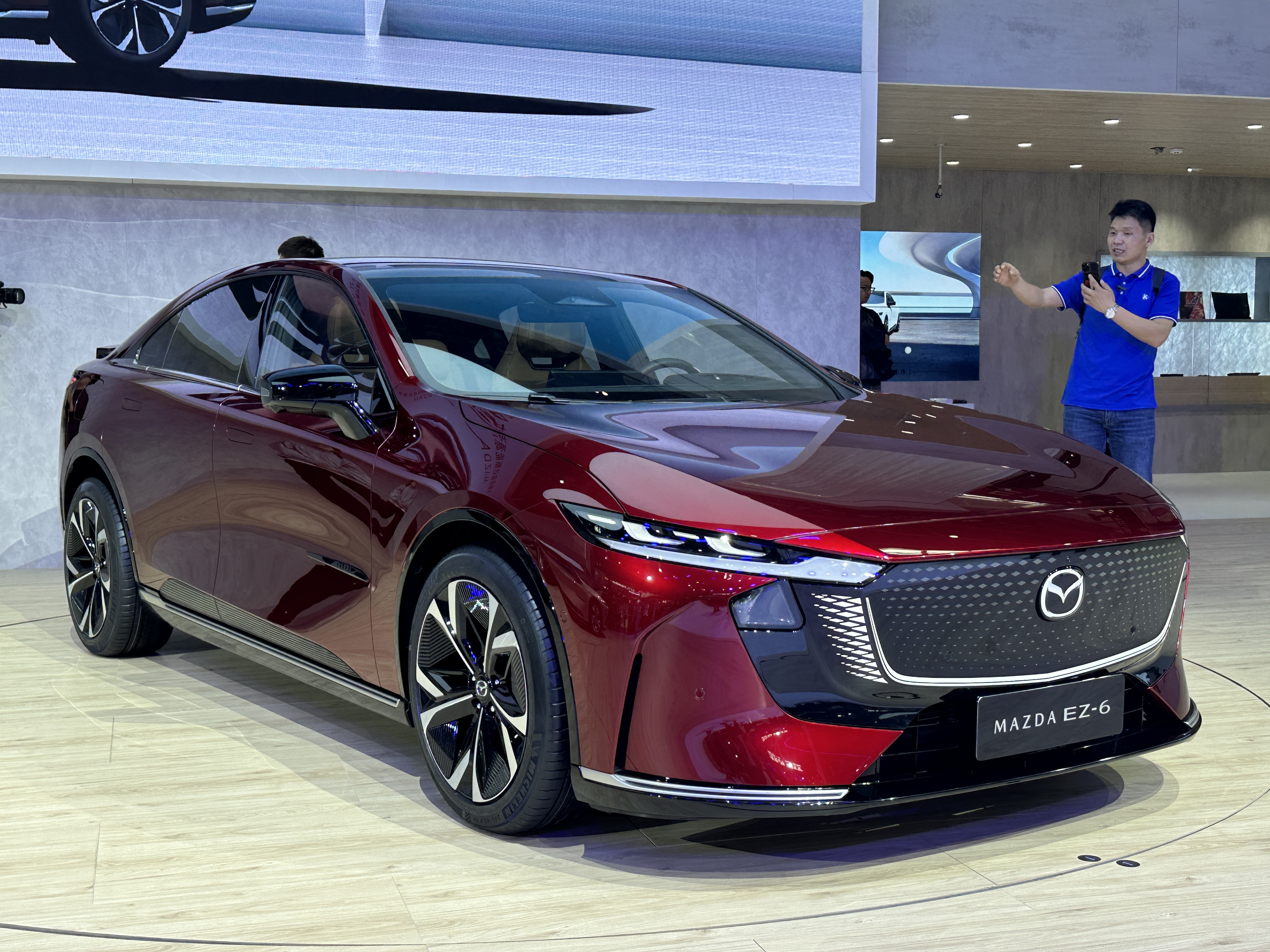

## 外部連結
- 長安馬自達MAZDA EZ6官方網站